# Wybory parlamentarne w Niemczech w 1990 roku
Wybory do niższej izby parlamentu niemieckiego (Bundestagu), odbyły się 2 grudnia 1990 roku. Były to pierwsze wybory po zjednoczeniu Niemiec. Liczba członków Bundestagu zwiększyła się po dodaniu do niej miejsc dla przedstawicieli wschodnich krajów związkowych. Ostatecznie zwyciężyła koalicja CDU/CSU-FDP. Kanclerzem pozostał Helmut Kohl.

## Wyniki wyborów
| Partia                                     | Głosy      | %      | Zmiana | Miejsca | Zmiana | % miejsc |
| ------------------------------------------ | ---------- | ------ | ------ | ------- | ------ | -------- |
| Christlich-Demokratische Union             | 17 055 116 | 36,71% | +2,3%  | 268     | +94    | 40,5%    |
| Christlich-Soziale Union                   | 3 302 980  | 7,11%  | -2,7%  | 51      | +2     | 7,7%     |
| Sozialdemokratische Partei Deutschlands    | 15 545 366 | 33,46% | -3,58% | 239     | +53    | 36,1%    |
| Bündnis 90/Die Grünen (wschodnioniemiecka) | 559 207    | 1,2%   | +1,2%  | 8       | +8     | 1,2%     |
| Die Grünen (zachodnioniemiecka)            | 1 788 200  | 3,85%  | -4,5%  | 0       | -42    | 0,0%     |
| Freie Demokratische Partei                 | 5 123 233  | 11,03% | +1,94% | 79      | +33    | 11,9%    |
| Partei des Demokratischen Sozialismus      | 1 129 578  | 2,43%  | +2,43% | 17      | +17    | 2,6%     |
| Inne partie                                | 1 952 092  | 4,2%   |        | 0       |        | 0,0%     |
| Razem                                      | 46 455 772 | 100,0% |        | 662     | +165   | 100,0%   |